# U-21-Fußball-Europameisterschaft 2019/Gruppe A
| Pl. | Land    | Sp. | S | U | N | Tore    | Diff. | Punkte |
| --- | ------- | --- | - | - | - | ------- | ----- | ------ |
| 1.  | Spanien | 3   | 2 | 0 | 1 | 008:400 | +4    | 06     |
| 2.  | Italien | 3   | 2 | 0 | 1 | 006:300 | +3    | 06     |
| 3.  | Polen   | 3   | 2 | 0 | 1 | 004:700 | −3    | 06     |
| 4.  | Belgien | 3   | 0 | 0 | 3 | 004:800 | −4    | 0      |

Gruppe A der U-21-Fußball-Europameisterschaft 2019:

## Polen – Belgien 3:2 (1:1)
| Polen                                                                                  | Polen | Belgien | Belgien |
| -------------------------------------------------------------------------------------- | --- | --- | ------- |
| Polen                                                                                  | \| 1. Spieltag \| \| 16. Juni 2019 um 18:30 Uhr in Reggio nell’Emilia (Mapei Stadium – Città del Tricolore) \| \| Zuschauer: 2.534 \| \| Schiedsrichter: István Kovács ( Rumänien) \| \| Spielbericht \|                                                               | \| 1. Spieltag \| \| 16. Juni 2019 um 18:30 Uhr in Reggio nell’Emilia (Mapei Stadium – Città del Tricolore) \| \| Zuschauer: 2.534 \| \| Schiedsrichter: István Kovács ( Rumänien) \| \| Spielbericht \|                                                             | Belgien |
| Polen                                                                                  | Kamil Grabara – Karol Fila, Mateusz Wieteska, Krystian Bielik, Kamil Pestka – Filip Jagiełło (88. Paweł Bochniewicz), Patryk Dziczek, Szymon Żurkowski – Konrad Michalak (90.+2' Kamil Jóźwiak), Dawid Kownacki , Sebastian Szymański Cheftrainer: Czesław Michniewicz | Nordin Jackers – Dion Cools, Wout Faes, Elias Cobbaut, Casper De Norre (80. Francis Amuzu) – Isaac Mbenza (90. Alexis Saelemaekers), Orel Mangala, Bryan Heynen, Dodi Lukébakio – Aaron Leya Iseka (63. Yari Verschaeren), Siebe Schrijvers Cheftrainer: Johan Walem | Belgien |
| Polen                                                                                  | 1:1 Żurkowski (26.) 2:1 Bielik (52.) 3:1 Szymański (79.) | 0:1 Leya Iseka (16.) 3:2 Cools (84.) | Belgien |
| Polen                                                                                  | Bielik (72.), Grabara (90.+3'), Jóźwiak (90.+4') | Faes (40.), Lukebakio (48.) | Belgien |
| 1. Spieltag                                                                            | | |         |
| 16. Juni 2019 um 18:30 Uhr in Reggio nell’Emilia (Mapei Stadium – Città del Tricolore) | | |         |
| Zuschauer: 2.534                                                                       | | |         |
| Schiedsrichter: István Kovács ( Rumänien)                                              | | |         |
| Spielbericht                                                                           | | |         |

## Italien – Spanien 3:1 (1:1)
| Italien                                                        | Italien | Spanien | Spanien |
| -------------------------------------------------------------- | --- | --- | ------- |
| Italien                                                        | \| 1. Spieltag \| \| 16. Juni 2019 um 21:00 Uhr in Bologna (Stadio Renato Dall’Ara) \| \| Ergebnis: 3:1 (1:1) \| \| Zuschauer: 26.432 \| \| Schiedsrichter: Serdar Gözübüyük ( Niederlande) \| \| Spielbericht \|                                                                             | \| 1. Spieltag \| \| 16. Juni 2019 um 21:00 Uhr in Bologna (Stadio Renato Dall’Ara) \| \| Ergebnis: 3:1 (1:1) \| \| Zuschauer: 26.432 \| \| Schiedsrichter: Serdar Gözübüyük ( Niederlande) \| \| Spielbericht \|                                 | Spanien |
| Italien                                                        | Alex Meret – Arturo Calabresi, Gianluca Mancini, Kevin Bonifazi (88. Alessandro Bastoni), Federico Dimarco – Nicolò Barella, Rolando Mandragora , Lorenzo Pellegrini – Nicolò Zaniolo (42. Riccardo Orsolini), Moise Kean (60. Patrick Cutrone), Federico Chiesa Cheftrainer: Luigi Di Biagio | Unai Simón – Martín Aguirregabiria, Jesús Vallejo , Jorge Meré, Aarón – Igor Zubeldia (67. Pablo Fornals), Fabián (46. Mikel Merino) – Carlos Soler, Dani Ceballos, Mikel Oyarzabal (85. Rafa Mir) – Borja Mayoral Cheftrainer: Luis de la Fuente | Spanien |
| Italien                                                        | 1:1 Chiesa (36.) 2:1 Chiesa (64.) 3:1 Pellegrini (82., Foulelfmeter) | 0:1 Ceballos (9.) | Spanien |
| Italien                                                        | Calabresi (11.), Zaniolo (25.), Mandragora (49.), Orsolini (70.) | Vallejo (24.), Soler (82.) | Spanien |
| 1. Spieltag                                                    | | |         |
| 16. Juni 2019 um 21:00 Uhr in Bologna (Stadio Renato Dall’Ara) | | |         |
| Ergebnis: 3:1 (1:1)                                            | | |         |
| Zuschauer: 26.432                                              | | |         |
| Schiedsrichter: Serdar Gözübüyük ( Niederlande)                | | |         |
| Spielbericht                                                   | | |         |

## Spanien – Belgien 2:1 (1:1)
| Spanien                                                                                | Spanien | Belgien | Belgien |
| -------------------------------------------------------------------------------------- | --- | --- | ------- |
| Spanien                                                                                | \| 2. Spieltag \| \| 19. Juni 2019 um 18:30 Uhr in Reggio nell’Emilia (Mapei Stadium – Città del Tricolore) \| \| Ergebnis: 2:1 (1:1) \| \| Zuschauer: 2.738 \| \| Schiedsrichter: Andris Treimanis ( Lettland) \| \| Spielbericht \|                            | \| 2. Spieltag \| \| 19. Juni 2019 um 18:30 Uhr in Reggio nell’Emilia (Mapei Stadium – Città del Tricolore) \| \| Ergebnis: 2:1 (1:1) \| \| Zuschauer: 2.738 \| \| Schiedsrichter: Andris Treimanis ( Lettland) \| \| Spielbericht \|                             | Belgien |
| Spanien                                                                                | Antonio Sivera – Martín Aguirregabiria, Jesús Vallejo , Jorge Meré, Júnior Firpo – Carlos Soler (46. Pablo Fornals), Dani Ceballos, Mikel Merino, Mikel Oyarzabal (69. Alfonso Pedraza) – Dani Olmo, Borja Mayoral (69. Rafa Mir) Cheftrainer: Luis de la Fuente | Ortwin de Wolf – Elias Cobbaut, Sebastiaan Bornauw, Wout Faes, Dion Cools – Samuel Bastien, Siebe Schrijvers , Bryan Heynen (77. Alexis de Sart), Orel Mangala (58. Francis Amuzu) – Isaac Mbenza (69. Aaron Leya Iseka), Dodi Lukébakio Cheftrainer: Johan Walem | Belgien |
| Spanien                                                                                | 1:0 Olmo (7.) 2:1 Fornals (89.) | 1:1 Bornauw (24.) | Belgien |
| Spanien                                                                                | Olmo (48.), Merino (49.), Júnior (70.) | Heynen (36.), Faes (54.), de Sart (86.) | Belgien |
| 2. Spieltag                                                                            | | |         |
| 19. Juni 2019 um 18:30 Uhr in Reggio nell’Emilia (Mapei Stadium – Città del Tricolore) | | |         |
| Ergebnis: 2:1 (1:1)                                                                    | | |         |
| Zuschauer: 2.738                                                                       | | |         |
| Schiedsrichter: Andris Treimanis ( Lettland)                                           | | |         |
| Spielbericht                                                                           | | |         |

## Italien – Polen 0:1 (0:1)
| Italien                                                        | Italien | Polen | Polen |
| -------------------------------------------------------------- | --- | --- | ----- |
| Italien                                                        | \| 2. Spieltag \| \| 19. Juni 2019 um 21:00 Uhr in Bologna (Stadio Renato Dall’Ara) \| \| Ergebnis: 0:1 (0:1) \| \| Zuschauer: 26.890 \| \| Schiedsrichter: Aljaksej Kulbakou ( Belarus) \| \| Spielbericht \|                                                                            | \| 2. Spieltag \| \| 19. Juni 2019 um 21:00 Uhr in Bologna (Stadio Renato Dall’Ara) \| \| Ergebnis: 0:1 (0:1) \| \| Zuschauer: 26.890 \| \| Schiedsrichter: Aljaksej Kulbakou ( Belarus) \| \| Spielbericht \|                                                  | Polen |
| Italien                                                        | Alex Meret – Claud Adjapong (81. Nicolò Zaniolo), Gianluca Mancini, Alessandro Bastoni, Federico Dimarco – Nicolò Barella, Rolando Mandragora (57. Sandro Tonali), Lorenzo Pellegrini – Riccardo Orsolini (46. Moise Kean), Patrick Cutrone, Federico Chiesa Cheftrainer: Luigi Di Biagio | Kamil Grabara – Karol Fila, Mateusz Wieteska, Paweł Bochniewicz, Kamil Pestka – Filip Jagiełło (55. Konrad Michalak), Krystian Bielik, Szymon Żurkowski, Patryk Dziczek, Sebastian Szymański – Dawid Kownacki (76. Adam Buksa) Cheftrainer: Czesław Michniewicz | Polen |
| Italien                                                        | 0:1 Bielik (40.) | | Polen |
| Italien                                                        | Zaniolo (87.) | Dziczek (49.), Kownacki (59.), Buksa (89.) | Polen |
| 2. Spieltag                                                    | | |       |
| 19. Juni 2019 um 21:00 Uhr in Bologna (Stadio Renato Dall’Ara) | | |       |
| Ergebnis: 0:1 (0:1)                                            | | |       |
| Zuschauer: 26.890                                              | | |       |
| Schiedsrichter: Aljaksej Kulbakou ( Belarus)                   | | |       |
| Spielbericht                                                   | | |       |

## Belgien – Italien 1:3 (0:1)
| Belgien                                                                                | Belgien | Italien | Italien |
| -------------------------------------------------------------------------------------- | --- | --- | ------- |
| Belgien                                                                                | \| 3. Spieltag \| \| 22. Juni 2019 um 21:00 Uhr in Reggio nell’Emilia (Mapei Stadium – Città del Tricolore) \| \| Ergebnis: 1:3 (0:1) \| \| Zuschauer: 20.075 \| \| Schiedsrichter: Srđan Jovanović ( Serbien) \| \| Spielbericht \|                                          | \| 3. Spieltag \| \| 22. Juni 2019 um 21:00 Uhr in Reggio nell’Emilia (Mapei Stadium – Città del Tricolore) \| \| Ergebnis: 1:3 (0:1) \| \| Zuschauer: 20.075 \| \| Schiedsrichter: Srđan Jovanović ( Serbien) \| \| Spielbericht \|                                                                  | Italien |
| Belgien                                                                                | Ortwin De Wolf – Dion Cools, Rocky Bushiri, Sebastiaan Bornauw, Elias Cobbaut – Bryan Heynen, Samuel Bastien (59. Orel Mangala) – Alexis Saelemaekers (74. Isaac Mbenza), Stéphane Oméonga (59. Yari Verschaeren), Siebe Schrijvers – Dodi Lukébakio Cheftrainer: Johan Walem | Alex Meret – Arturo Calabresi, Gianluca Mancini, Alessandro Bastoni, Giuseppe Pezzella – Nicolò Barella (90. Federico Dimarco), Manuel Locatelli (72. Sandro Tonali), Rolando Mandragora – Federico Chiesa, Patrick Cutrone, Lorenzo Pellegrini (80. Federico Bonazzoli) Cheftrainer: Luigi Di Biagio | Italien |
| Belgien                                                                                | 1:2 Verschaeren (79.) | 0:1 Barella (44.) 0:2 Cutrone (53.) 1:3 Chiesa (89.) | Italien |
| Belgien                                                                                | Saelemaekers (45.+1'), Cools (56.), Bushiri (57.), Mangala (61.), Verschaeren (71.), Mbenza (76.) | Locatelli (65.), Chiesa (90.+1'), Pezzella (90.+4'), Mancini (90.+5') | Italien |
| Belgien                                                                                | Mbenza (90.+3') | | Italien |
| 3. Spieltag                                                                            | | |         |
| 22. Juni 2019 um 21:00 Uhr in Reggio nell’Emilia (Mapei Stadium – Città del Tricolore) | | |         |
| Ergebnis: 1:3 (0:1)                                                                    | | |         |
| Zuschauer: 20.075                                                                      | | |         |
| Schiedsrichter: Srđan Jovanović ( Serbien)                                             | | |         |
| Spielbericht                                                                           | | |         |

## Spanien – Polen 5:0 (3:0)
| Spanien                                                        | Spanien | Polen | Polen |
| -------------------------------------------------------------- | --- | --- | ----- |
| Spanien                                                        | \| 3. Spieltag \| \| 22. Juni 2019 um 21:00 Uhr in Bologna (Stadio Renato Dall’Ara) \| \| Ergebnis: 5:0 (3:0) \| \| Zuschauer: 3.122 \| \| Schiedsrichter: Robert Madden ( Schottland) \| \| Spielbericht \|                                  | \| 3. Spieltag \| \| 22. Juni 2019 um 21:00 Uhr in Bologna (Stadio Renato Dall’Ara) \| \| Ergebnis: 5:0 (3:0) \| \| Zuschauer: 3.122 \| \| Schiedsrichter: Robert Madden ( Schottland) \| \| Spielbericht \|                                                                            | Polen |
| Spanien                                                        | Antonio Sivera – Martín Aguirregabiria, Jorge Meré, Unai Núñez, Aarón – Fabián (75. Mikel Merino), Marc Roca, Dani Olmo, Pablo Fornals – Dani Ceballos (87. Manu Vallejo), Mikel Oyarzabal (59. Borja Mayoral) Cheftrainer: Luis de la Fuente | Kamil Grabara – Kamil Pestka, Mateusz Wieteska, Krystian Bielik, Robert Gumny, Karol Fila (46. Jakub Piotrowski) – Szymon Żurkowski (71. Przemysław Płacheta), Sebastian Szymański, Patryk Dziczek, Konrad Michalak – Adam Buksa (55. Karol Świderski) Cheftrainer: Czesław Michniewicz | Polen |
| Spanien                                                        | 1:0 Fornals (17.) 2:0 Oyarzabal (35.) 3:0 Fabián (39.) 4:0 Ceballos (71.) 5:0 Mayoral (90.) | | Polen |
| Spanien                                                        | Roca (78.) | Wieteska (66.), Bielik (70.), Piotrowski (83.), Pestka (90.+4') | Polen |
| 3. Spieltag                                                    | | |       |
| 22. Juni 2019 um 21:00 Uhr in Bologna (Stadio Renato Dall’Ara) | | |       |
| Ergebnis: 5:0 (3:0)                                            | | |       |
| Zuschauer: 3.122                                               | | |       |
| Schiedsrichter: Robert Madden ( Schottland)                    | | |       |
| Spielbericht                                                   | | |       |